# Poursuite à vue sur leurre

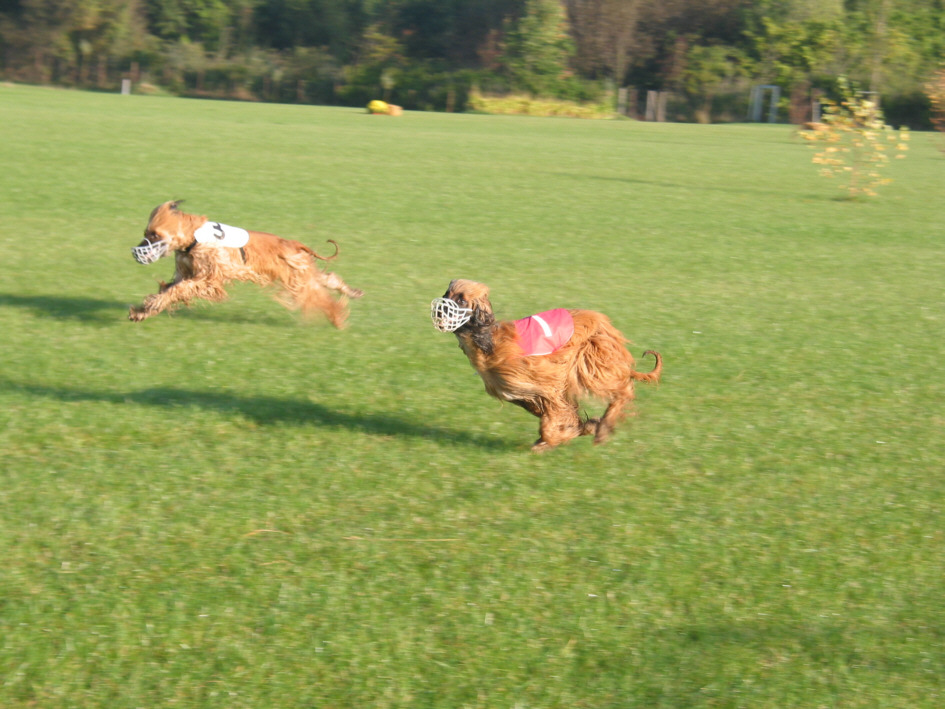
Lévriers afghans en poursuite à vue sur leurre ou coursing.

La poursuite à vue sur leurre (PVL) ou coursing (en anglais : lure coursing) est une épreuve où deux lévriers, du 10e groupe, poursuivent un leurre sur un terrain naturel de un à trois hectares (à la différence du racing qui se déroule sur cynodrome).
C'est une simulation de chasse au lièvre avec végétations, dénivelés et éventuellement des obstacles.

## Les courses de lévriers
L'accès est autorisé à tous les propriétaires de lévriers et assimilés (primitifs du 5e groupe tels les podencos, cirneco, basanais, etc.). Les lévriers LOF et assimilés confirmés, ayant obtenu le brevet de PVL, peuvent participer aux courses officielles mais également les lévriers et assimilés non confirmés, les lévriers rescue à qui des classes spéciales ont été réservées.
Les épreuves officielles sont organisées sous le contrôle de la Commission nationale d'utilité des lévriers (CNUL), qui dépend de la Société centrale canine (SCC).
La poursuite se déroule sur une distance de 600 à 750 m pour les petites races et de 700 à 900 m pour les grandes races.
Le leurre, tiré par un système de poulies, effectue des zigzags simulant au plus près la fuite d'un lièvre.
Les épreuves, qui se déroulent en deux manches (matin et après-midi), jugent :
- 1 - La vitesse ;
- 2 - L'adresse ;
- 3 - L'ardeur ;
- 4 - L'obstacle ;
- 5 - La capacité à effectuer des retours ;
- 6 - La résistance ;
- 7 - La capacité à réussir la capture.

Le vainqueur obtient le certificat d'aptitude au championnat de poursuite (CACP) et le second est classé Réserve (RCACP).

## Sites de courses PVL
- Grillemont La Chapelle Blanche Saint Martin, France

- Belfort, France
- Carcassonne, France
- Chardonnay, France
- Laferté-sur-Amance, Champagne Ardenne, France
- Lotzwil, Suisse
- Versoix, Suisse
- ou tout espace de verdure régulièrement délimité et aménagé, en fonction des autorisations.

## Galerie

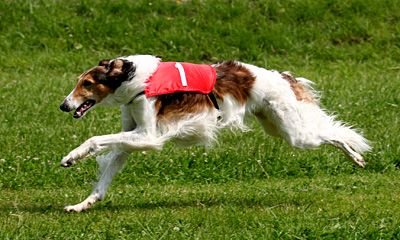
Un Barzoï en coursing.
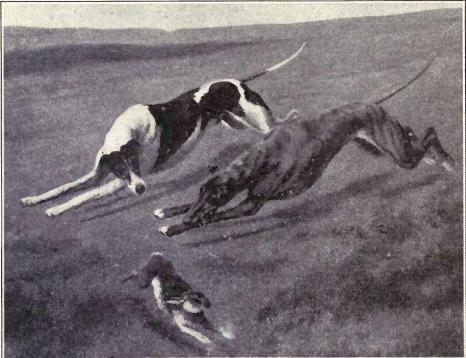
Incident lors du coursing à Waterloo - Illustration de 1915.
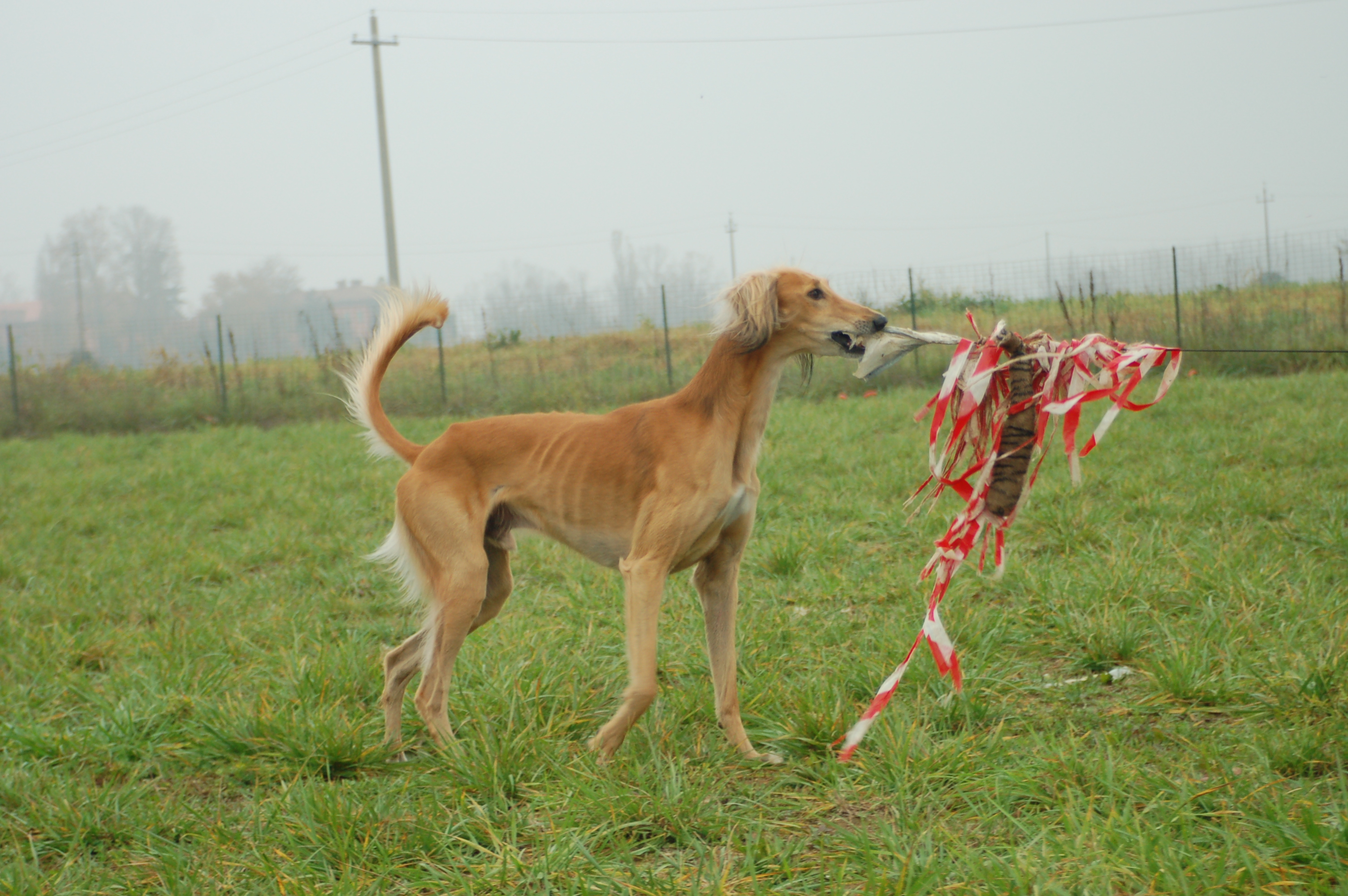
Un Saluki et le leurre.